# Classe J (sous-marin)
Pour les articles homonymes, voir Classe J.
La classe J est une classe de 7 sous-marins développée par la Royal Navy au début de la Première Guerre mondiale. En 1919, elle sera transférée à la Royal Australian Navy.

## Conception
Plus grands et plus puissants que les sous-marins britanniques précédents, comme ceux de classe E, cette classe J ne put suivre les navires de surface et fut exploitée de manière indépendante, malgré les nouveaux moteurs Vickers de 12 cylindres.
Ces unités furent équipées de torpilles de 18 pouces (457 mm) avec 4 tubes en proue et 2 en faisceaux qui est l'innovation de cette classe.

## Service

### Royal Navy
Les 7 unités construites de classe J furent affectées à la 11e flottille de Blyth dans le Comté de Northumberland pour affronter des navires de surface allemands.
Le 15 novembre 1916, le HMS J1 a tiré une salve de quatre torpilles, endommageant les cuirassés SMS Kronprinz et SMS Grosser Kurfürst.
Le 7 juillet 1917, le HMS J2 a coulé le sous-marin allemand U-99 en mer du Nord.
Le HMS J6 a été coulé par erreur en 1918 par le Q-ship Cymric près de Blyth.

### Royal Australian Navy
Les six unités restantes et leur ravitailleur de sous-marins quittent la Grande-Bretagne le 8 avril 1919 pour rejoindre Sydney le 15 juillet 1919. Après leur remise en état et le remplacement de leurs batteries, elles sont affectées à la base de Geelong dans l'État de Victoria. Les J3, J4 et J7 restent en service, les J1, J2 et J5 sont mis en réserve faute de moyens financiers.
Ils seront progressivement retirés du service et vendus pour démolition. Quatre des sous-marins, les J1, J2, J4 et J5, ont été sabordés dans le détroit de Bass, à environ 4 km de l'entrée de la baie de Port Phillip, et sont actuellement des sites de plongée sous-marine. Les deux autres sous-marins, les J3 et J7, ont été sabordés comme brise-lames à l'intérieur de cette même baie.

## Les sous-marins de classe J
- HMS J1 puis HMAS J1
- HMS J2 puis HMAS J2
- HMS J3 puis HMAS J3
- HMS J4 puis HMAS J4
- HMS J5 puis HMAS J5
- HMS J6
- HMS J7 puis HMAS J7